# ゴールドアイ
『ゴールドアイ』は、日本テレビ系の『トヨタサスペンス劇場』で1970年2月6日から同年8月7日まで放送された全26話のアクションテレビドラマ。
国際犯罪撲滅のために活躍する、世界刑事警察機構の下に属する秘密工作機関「ゴールドアイ」とそのメンバーの模様を描く。

## 放送データ
- 放送期間：1970年2月6日 - 1970年8月7日、全26話
- 放送時間：毎週金曜日21:00 - 21:55
- 放送局：日本テレビ系
- 制作：日本テレビ、東映
- 提供：トヨタグループの単独提供

## 「ゴールドアイ」メンバー出演者
- 香川達彦(ボス)：芥川比呂志 ※第9話以後は冒頭のナレーションのみ担当。ただし、第26話はラストのナレーションも担当。
- 高井英一：高松英郎
- 吉岡輝夫：吉田輝雄
- 豪力也：若林豪
- 柴田俊二：柴本俊夫（第10話まで）
- 渡瀬亘[1]：渡瀬恒彦（第5話より）
- 藤弘：藤岡弘（第12話より）
- 村山治郎：千葉治郎（第12話より）
- 宮内景子：宮園純子
- 岩崎友子：岩井友見（第10話まで）
- 小川ルミ：小山ルミ（第16話より）

## 各話の出演者
| 話数 | 「ゴールドアイ」メンバー                                                     | ゲスト |
| ---- | ---------------------------------------------------------------------------- | --- |
| 1    | 芥川比呂志／高松英郎、吉田輝雄／若林豪、宮園純子／岩井友見、柴本俊夫         | 吉行和子、渥美国泰／蜷川幸雄、真理アンヌ、鵬アリサ、千波丈太郎、ウェン・バーカー、片山滉／清見晃一、木村修、畑中猛重、中島信義、亀山達也、篠恵輔、若山弦蔵(ナレーター)／岡田英次 |
| 2    | 若林豪／吉田輝雄／宮園純子、柴本俊夫／高松英郎                               | 高城淳一、奥野匡／河合絃司、上田みゆき、藤井まゆみ／仲塚康介、山浦栄、佐川二郎、沢田浩二、水原仗二、二宮吉右衛門、若山弦蔵(ナレーター)／山本りん一 |
| 3    | 芥川比呂志／高松英郎、吉田輝雄／若林豪、宮園純子／岩井友見、柴本俊夫         | 姿美千子、久富惟晴／三島耕、山岡徹也、三重街恒二、小林千枝／久保一、伊達弘、志摩栄、菅原壮男、久地明、北川恵一／高須準之助、山田甲一、高野隆志、小甲登枝恵、田内加代子、鈴木暁子、瀬尾節子、若山弦蔵(ナレーター)                                                                                       |
| 4    | 芥川比呂志／吉田輝雄／宮園純子／岩井友見、柴本俊夫／高松英郎                 | 鹿内タカシ、小松政夫、宮内洋／上野山功、幾野道子、児島美ゆき／小林稔侍、エンベル・アルテンバイ、旭洋一郎、花田達／鈴木健之、山口健、吉田一夫、マリー・ヘリー、団巌、若山弦蔵(ナレーター)／梅宮辰夫(友情出演)                                                                                           |
| 5    | 芥川比呂志／高松英郎／渡瀬恒彦／宮園純子／岩井友見、柴本俊夫／吉田輝雄       | 賀川雪絵／高宮敬二、鶴見丈二／長沢大、佐藤晟也、大神信／久地明、野口貴史、青木卓司、池本慶且、山本マミ／木川哲也、高須準之助、久保伊都子、池上野里子、若山弦蔵(ナレーター) |
| 6    | 芥川比呂志／吉田輝雄／渡瀬恒彦／岩井友見／柴本俊夫／若林豪                   | 三条泰子／中田博久／ガズーダル、山口火奈子／梶原真由美、山田甲一、美原亮、若山弦蔵(ナレーター)／南原宏治 |
| 7    | 高松英郎／渡瀬恒彦／宮園純子／岩井友見／柴本俊夫                             | 榊ひろみ／睦五郎／K&ブルンネン／二見忠男、六本木誠人、安城由貴／オスマン・ユセフ、葵三津子、尾花ミキ、中島エマ、島恵子、林幸子／植田灯孝、相馬剛三、五野上力、山浦栄、佐川二郎、篠恵輔／ジャック・モリス、バックマン・イスマイル、ダイアン・コーニン、村田則男、吉沢信子、長尾信、若山弦蔵(ナレーター) |
| 8    | 芥川比呂志／吉田輝雄／若林豪／宮園純子／柴本俊夫／高松英郎／岩井友見         | 牧紀子／久野征四郎／丹羽又三郎／藤山浩二、潮健児、杉義一／菅原壮男、中島信義、仲塚康介、田内加代子、浦上秀子／亀山達也、畑中猛重、西本良治郎、青木卓司、アンドレ・クーペーズ、若山弦蔵(ナレーター) |
| 9    | 芥川比呂志／若林豪／岩井友見／柴本俊夫／高松英郎                             | 園井啓介／城野ゆき／田口計／曽根晴美／南廣／中井啓輔、小林忠男、谷津勲、沢りつお／篠恵輔、須賀良、松金よね子、西本良治郎、比良元高、吉田一夫／牧勲、大島章太郎、松崎富夫、舟橋竜次、深田弘、若山弦蔵(ナレーター)                                                                                       |
| 10   | 芥川比呂志／吉田輝雄／柴本俊夫／岩井友見／若林豪                             | 近藤宏／万里昌代／寺島達夫／二瓶正也、マイク・ダニー、黒沢のり子／フアテ・アプナイ、高木真二、伊藤慶子、渚チカ／佐川二郎、城春樹、山口健、バロン・熊沢(全日本J・フェザー級7位)、若山弦蔵(ナレーター)                                                                                                   |
| 11   | 芥川比呂志／若林豪／宮園純子                                                 | 今井健二／藤岡重慶／西尾三枝子／八名信夫／石橋蓮司／久地明、高野隆志、清水照夫／エンベル・アルテンバイ、ジャック・モリス、カール・ピオター、ライナー・ゲスマン、若山弦蔵(ナレーター) |
| 12   | 芥川比呂志／若林豪／千葉治郎／藤岡弘／吉田輝雄                               | 村松英子／戸浦六宏／近藤準、真咲美岐、守屋俊志／瀬良明、浅田滋、三木マイ子、山内淑子／亀山達也、高月忠、城春樹、吉田瑠美子、西野多伊子／ブレッド・ボサート、外波山文明、佐藤正吾、きさらぎ純、名嘉勝、若山弦蔵(ナレーター)                                                                             |
| 13   | 芥川比呂志／吉田輝雄／藤岡弘／千葉治郎／宮園純子                             | 川地民夫／永山一夫／小林千枝／堀田真三、久保一、片山滉／旭洋一郎、比良元高、西本良治郎、舟橋竜二／高須準之助、五野上力、水原仗二、泉福之助、ピエール・カラメロ、織田英子／池上野里子、田中美佐代、千代田美佐緒、竹内豊、吉田守、若山弦蔵(ナレーター)                                                   |
| 14   | 芥川比呂志／吉田輝雄／千葉治郎／渡瀬恒彦                                     | 堀井永子／夏珠美／竜崎一郎／沼田曜一／大橋一元、久松保夫、相馬剛三／清水照夫、西本良治郎、溝口久夫、青木光夫、カール・ベンクス、若山弦蔵(ナレーター) |
| 15   | 芥川比呂志／若林豪／宮園純子／藤岡弘                                         | 高城丈二／有川由紀／関山耕司、日尾孝司、石橋雅史／佐藤晟也、志摩栄、フランツ・グルーバー／岡部行宏、山田甲一、畑中猛重、吉田一夫、若山弦蔵(ナレーター) |
| 16   | 芥川比呂志／若林豪／藤岡弘／小山ルミ                                         | 深江章喜／浜田寅彦／丹羽又三郎、新井茂子／田坂都、レイ・リッグズ、北川恵一／木川哲也、旭洋一郎、畑中猛重、美原亮、若山弦蔵(ナレーター) |
| 17   | 芥川比呂志／高松英郎／宮園純子／藤岡弘／吉田輝雄                             | 高橋昌也／細川俊夫／森塚敏／加藤和夫／有馬昌彦、プラバー・シェス／多田幸雄、園田裕久、益富信孝／三木宏祐、守山竜二、旭洋一郎、五野上力／久保伊都子、竹村清女、田内加代子、青木卓司、若山弦蔵(ナレーター)                                                                                               |
| 18   | 芥川比呂志／吉田輝雄／渡瀬恒彦／千葉治郎／小山ルミ                           | 高英男／応蘭芳／睦五郎／曽根晴美、水沢有美／大平進、清川行宏、山下則夫、高月忠／若山弦蔵(ナレーター) |
| 19   | 芥川比呂志／若林豪／宮園純子／藤岡弘／小山ルミ                               | 渥美国泰／水木正子／武藤英司／石井竜一、二見忠男、佐伯徹／福岡正剛、木村修、滝佐太郎／篠恵輔、五野上力、三島一夫、鈴木健之、若山弦蔵(ナレーター) |
| 20   | 芥川比呂志／高松英郎／吉田輝雄／宮園純子／渡瀬恒彦／小山ルミ                 | 宮口二朗／室田日出男／植田峻／安城由貴、杉浦真三雄／菅原壮男、高木真二、相馬剛三／高野隆志、大島章太郎、溝口久夫、長尾信、若山弦蔵(ナレーター) |
| 21   | 芥川比呂志／吉田輝雄／若林豪／宮園純子／藤岡弘／小山ルミ                     | 野川由美子／上田吉二郎／田口計／大前均、北九州男／水城一狼、高月忠、山浦栄、若山弦蔵(ナレーター) |
| 22   | 芥川比呂志／高松英郎／吉田輝雄／若林豪／渡瀬恒彦／藤岡弘／小山ルミ           | 上野山功一／南利明／高林由紀子、小林千枝、陶隆／鮎川浩、相川圭子、ユセフ・オスマン、日高吾郎／郷竜二、小塚十紀雄、西村俊良、植田灯孝、若山弦蔵(ナレーター) |
| 23   | 芥川比呂志／高松英郎／吉田輝雄／若林豪／藤岡弘                               | 南原宏治／真山知子／寺島達夫／中田博久／倉田爽平、佐藤京一／相原昇、大牧万佐也、小山柳子、若山弦蔵(ナレーター) |
| 24   | 芥川比呂志／吉田輝雄／宮園純子／渡瀬恒彦／藤岡弘                             | 中原早苗／永山一夫／原良子／天坊淳、仙波和之／三笠れい子、水科慶子／藤井まゆみ、梶原真由美、伊藤慶子／中村リーザ、山崎麗華、西本万里子、田中美佐代／三浦ひろ子、こだま玲子、峰岸幸子、若山弦蔵(ナレーター)                                                                                             |
| 25   | 芥川比呂志／若林豪／渡瀬恒彦／藤岡弘／千葉治郎                               | 川合伸旺／織本順吉／国景子／山岡徹也、椎名勝巳／永島岳、久地明、大庭健二、大島章太郎／仲子大介、滝史郎、清水照夫、前原和代、延山陽子／渡辺喜美子、三浦ひろ子、峰恵梨子、大塚由美、若山弦蔵(ナレーター)                                                                                                 |
| 26   | 芥川比呂志／高松英郎／吉田輝雄／若林豪／渡瀬恒彦／藤岡弘／千葉治郎／小山ルミ | 宮口二朗／万里昌代／八名信夫／有沢正子、伊豆肇／団巌、須賀良、菅原壮男／霧隼人、深田弘、梶原真由美、若山弦蔵(ナレーター) |

## スタッフ
- 原作：生島治郎
- プロデューサー：吉川斌（日本テレビ）、清水欣也（日本テレビ、16話・18話 - 最終話）、扇沢要（東映、1話 - 15話・17話）、渡辺洋一（東映、1話 - 15話・17話）、桑原秀郎（東映、1話 - 15話・17話）、吉峰甲子夫（東映、16話・18話 - 最終話）、高村賢治（東映、16話・18話 - 最終話）
- 脚本：放送日程を参照
- 音楽：山下毅雄
- 撮影：中島芳男、稲田喜一、山沢義一、清水政郎、坪井誠、星島一郎、花沢鎮男、西山誠、津田秀夫
- 録音：長井修堂、宗方弘好、岡村昭治、小倉紀行、宮田重利、大家忠男
- 照明：松島信雄、大野忠三郎、加藤伝、元持秀雄、銀屋謙蔵、桑名史郎、長洞利和
- 美術：荒木友道、今 保太郎、大瀬賢一、江野慎一、井上明
- 制作担当：清水欣也（日本テレビ）※1話 - 15話・17話
- 進行主任（21話 - 23話を除く）：中尾孝道、東一盛、門脇伸行、野木小四郎、志村一治、松本可則、伊藤久夫、岩谷敏明
- 進行（21話 - 23話）：沼尾和典、武居勝彦、春日憲政
- 助監督：戸田幸雄、丸山豊、関英一郎、萩原鉄太郎、中津川勲、上杉健、田中秀忠、藤井邦夫
- 編集：祖田冨美夫、田中修、伊吹勝雄、松谷正雄、山口一喜
- 装置：小早川一、浜中文一、金子沖三、中村文栄、長田健次、小島頼重、畠山耕一、東和美術（21話 - 最終話）
- 装飾：佐藤善昭、酒井喬二、畠山勝信、新井栄治、田島俊英
- 記録：山崎慎子、中尾寿美子、久松三樹子、太田順子、勝原繁子、照井鈴子、奈良井玲子、中川節子
- 衣装提供：日本洋服トップチェーン
- 衣裳：内山三七子、長谷稔、福崎精吾、茂呂幸太郎、河合啓一
- メーキャップ：熊倉明美、山根末美、藤中暁子、石川靖江、佐々木久子、宮島孝子
- 現像：東映化学
- 技斗：日尾孝司、久地明（東映擬斗会）
- ナレーター：若山弦蔵
- 監督：放送日程を参照

## 放送日程
| 話数 | 放送日        | サブタイトル         | 脚本                          | 監督     | 備考                                                                |
| ---- | ------------- | -------------------- | ----------------------------- | -------- | ------------------------------------------------------------------- |
| 1    | 1970年2月6日  | 闇を裂く男たち       | 中島貞夫                      | 工藤栄一 |                                                                     |
| 2    | 1970年2月13日 | 脱獄12時間           | 中島貞夫                      | 中島貞夫 |                                                                     |
| 3    | 1970年2月20日 | 暗殺者は女を狙う     | 佐藤純彌                      | 高桑信   | ナレーション付OP変更                                                |
| 4    | 1970年2月27日 | 逃亡者の子守唄       | 内藤誠                        | 内藤誠   |                                                                     |
| 5    | 1970年3月6日  | 恐怖の遊戯           | 大和久守正                    | 関川秀雄 |                                                                     |
| 6    | 1970年3月13日 | 殺しの暗号           | 大和久守正 田辺虎男           | 小林恒夫 | OPサブタイトル後変更 （ゲスト出演もOPへスタッフは従来通りEDのまま） |
| 7    | 1970年3月20日 | 姿なき殺人者         | 白井更生 山田稔               | 山田稔   |                                                                     |
| 8    | 1970年3月27日 | 地獄へのパスポート   | 松山威                        | 関川秀雄 |                                                                     |
| 9    | 1970年4月10日 | 大暗殺集団           | 多村映美 桶谷五郎(企画集団Q)  | 鷹森立一 | OP・EDテーマ曲変更                                                  |
| 10   | 1970年4月17日 | 毒ガス商人           | 多村映美 桶谷五郎(企画集団Q)  | 小林恒夫 |                                                                     |
| 11   | 1970年4月24日 | 現金輸送車強奪       | 長田紀生                      | 山田稔   |                                                                     |
| 12   | 1970年5月1日  | 密売大組織           | 松山威 茶木克彰               | 村山新治 |                                                                     |
| 13   | 1970年5月8日  | 超レーザー光線COZ    | 多村映美 桶谷五郎 (企画集団Q) | 小林恒夫 |                                                                     |
| 14   | 1970年5月15日 | 大細菌島             | 大和久守正 戸田幸雄           | 山田稔   |                                                                     |
| 15   | 1970年5月22日 | 死闘また死闘         | 池田一朗                      | 鷹森立一 |                                                                     |
| 16   | 1970年5月29日 | 破壊工作員"山猫"     | 中西隆三                      | 村山新治 |                                                                     |
| 17   | 1970年6月5日  | 羽田発福岡行101便    | 池上金男                      | 工藤栄一 |                                                                     |
| 18   | 1970年6月12日 | 恐怖の空中密輸       | 多村映美 桶谷五郎 (企画集団Q) | 小林恒夫 |                                                                     |
| 19   | 1970年6月19日 | 頭脳人間蒸発         | 長谷川公之                    | 若林幹   |                                                                     |
| 20   | 1970年6月26日 | ウラン護送車行方不明 | 中西隆三 佐藤道雄             | 山田稔   |                                                                     |
| 21   | 1970年7月3日  | 大金塊密輸団         | 北沢三六 佐伯嘉則             | 村山新治 |                                                                     |
| 22   | 1970年7月10日 | 地下大金庫潜入       | 池上金男                      | 村山新治 |                                                                     |
| 23   | 1970年7月17日 | 地下水路大追跡       | 中西隆三 氏家寛               | 鈴木敏郎 |                                                                     |
| 24   | 1970年7月24日 | 女スパイ島大爆発     | 多村映美 桶谷五郎 (企画集団Q) | 小林恒夫 |                                                                     |
| 25   | 1970年7月31日 | 海底の火薬庫         | 中西隆三 宮下教雄             | 戸田幸雄 |                                                                     |
| 26   | 1970年8月7日  | 国際宝石泥棒         | 中西隆三 佐藤道雄             | 山田稔   |                                                                     |

## 媒体
2018年1月10日にベストフィールド（販売：東映ビデオ）よりデジタルリマスター版のDVD-BOXが発売。これが本作品の初ソフト化になる。
2023年6月1日よりYouTubeの「東映シアターオンライン」で「据置枠」で第1・2話が常時無料配信されている。
2024年6月1日よりAmazon Prime Videoの「東映オンデマンド」で全26話配信されるようになった。 

## 前後番組
| 日本テレビ系 金曜21：00 トヨタグループ単独提供枠 | 日本テレビ系 金曜21：00 トヨタグループ単独提供枠 | 日本テレビ系 金曜21：00 トヨタグループ単独提供枠 |
| 前番組                                           | 番組名                                           | 次番組                                           |
| ------------------------------------------------ | ------------------------------------------------ | ------------------------------------------------ |
| 東京バイパス指令                                 | ゴールドアイ                                     | 輝ける塔                                         |